# Monster Hunter Online
Monster Hunter Online es un videojuego MMORPG desarrollado por Tencent Games, producido y distribuido por Capcom. Desarrollado para PC (Microsoft Windows), con altos gráficos de entorno, gracias al motor gráfico CryENGINE 3 para recrear el aspecto de los monstruos de una forma realista y detallada.
El entorno se caracteriza por destacables detalles y efectos, siendo capaz de cambiar durante la caza con numerosos efectos.

## Fechas de lanzamiento
Las fechas de lanzamiento fueron:
- Beta Inicial: 28 de junio de 2013.
- Beta Predatory: 24 de octubre de 2013.
- Beta Ultimate: 30 de mayo de 2014.
- Beta Awakening: 21 de abril de 2015.